# Gmina Warren (hrabstwo Bremer)

Położenie Gminy Warren w hrabstwie Bremer

Gmina Warren (ang. Warren Township) – gmina w USA, w stanie Iowa, w hrabstwie Bremer. Według danych z 2000 roku gmina miała 616 mieszkańców. 